# Rhinconichthys
Rhinconichthys – rodzaj wymarłych ryb kostnoszkieletowych z epoki kredy późnej. Jego przedstawiciele odżywiali się odfiltrowywanym z wody planktonem.
Znane są trzy gatunki: R. purgatoirensis, którego skamieniałości odkryto w stanie Kolorado w USA i datowano na turon, R. taylori (gatunek typowy rodzaju), znaleziony w hrabstwie Kent w Wielkiej Brytanii i datowany na 92 miliony lat temu (cenoman), oraz R. uyenoi z japońskiej wyspy Hokkaido, datowany na górną kredę, prawdopodobnie cenoman. Miejsca znalezienia skamieniałości wskazują na znaczny obszar, na którym żyli przedstawiciele rodzaju Rhinconichthys.
Długość tych ryb oceniana jest na od 2,0 do 2,7 metra. Odżywiały się planktonem odfiltrowywanym z wody, która zagarniana była przez bardzo szeroko otwartą paszczę. Współcześnie podobną dietę mają mantowate i rekin wielorybi. Specyficzną cechą rodzaju jest budowa kości czaszki, pozwalająca na takie właśnie bardzo szerokie rozwarcie.